# Meczet Dżumaja w Płowdiwie
Meczet Dżumaja w Płowdiwie (bułg. Джумая джамия, Dżumaja dżamija) – meczet znajdujący się w Płowdiwie, w Bułgarii. Jest jednym z najstarszych oraz największych meczetów architektury osmańskiej na Bałkanach. W czasach Imperium Osmańskiego Płowdiw (tur. Filibe) był stolicą bułgarskiej części Tracji, a do 1455/56 siedzibą bejlerbeja z Rumelii.

## Historia
Jego turecka nazwa to Hüdavendigâr Camii lub Cuma Camii. Meczet znajduje się w centrum Płowdiwu i został zbudowany w miejscu Cerkwi św. Petki wkrótce po zdobyciu miasta przez armię osmańską (1363 – 1364). Podczas panowania sułtana Murada II (1421 – 1451) stary budynek został zburzony i zastąpiony przez współczesny meczet. Nazywano go meczetem Ulu Dżumaja, czyli meczetem piątkowym.
Meczet o wymiarach 33 × 27 m ma trzy szerokie kopuły nad centralną nawą spoczywającą na czterech masywnych kwadratowych filarach i trzy szerokie sklepienia kolebkowe nad sąsiednimi pomieszczeniami. Oryginalny przedsionek z pięcioma kopulastymi przedsionkami został zniszczony podczas trzęsienia ziemi w XVIII wieku i zastąpiony drewnianym daszkiem. Pierwotne spiczaste łuki portyku można jeszcze dostrzec w ścianach przedsionka. Meczet ma wysoki minaret w północno-wschodnim rogu fasady, ozdobiony skomplikowanym wzorem pól w kształcie rombów typowych dla początku XV wieku. Wewnętrzne malowidła ścienne pochodzą z końca XVIII w. oraz początków wieku XIX.
14 lutego 2014 roku podczas ulicznej demonstracji tłum zaatakował meczet przy użyciu kamieni oraz petard; w następstwie jeden policjant został ranny, a ok. 120 osób zatrzymano.